# Kenneth Waltz
Prof. Kenneth Neal Waltz, Ph.D., dr.h.c. mult. (8. června 1924 – 13. května 2013) byl americký politolog, emeritní profesor Kalifornské univerzity v Berkeley, vědec na Columbia University  a jeden z nejvýznamnějších teoretiků mezinárodních vztahů, hlavní představitel neorealismu, směru který byl jedním z diskurzů v rámci tzv. třetí debaty na konci 70. let 20. století.

## Profesní život
Postgraduální studium ukončil v roce 1954 na Columbia University (Ph.D.). Pracoval jako profesor politologie na Kalifornské univerzitě v Berkeley a vědecký pracovník na Columbia University. V letech 1987-1988 působil ve funkci předsedy Americké politologické společnosti (American Political Science Association), byl také členem Americké akademie umění a věd.

## Vědecká činnost
Stal se nejvýznamnějším představitelem neorealismu v mezinárodních vztazích, a to především vydáním knihy Theory of International Politics v roce 1979. Neorealistický model postavil na prvcích realistů, kdy použil jejich koncept mezinárodní anarchie, tezi o státu jako jediném aktéru mezinárodního systému a tvůrci mezinárodní politiky, stejně jako fakt, že mocenská politika je hlavní charakteristikou anarchického systému států.
Stát se snaží o zajištění svého přežití a bezpečí. Nejvýraznějším rozdílem od realismu je pak náhled na úroveň analýzy. Na rozdíl od Hanse Morgenthaua se nezaměřuje na studium lidské přirozenosti (pro realisty klíčový bod), ale směřuje k analýze struktury systému států, tj. považuje politiky za vězně, kteří jsou spoutáni systémem státu.

## Čestné doktoráty
Na několika vysokých školách obdržel titul „doctor honoris causa“, a to na Kodaňské univerzitě, Oberlin College, Nankai University a Aberystwyth University.

## Výbor z díla
- Man, the State, and War. Columbia University Press. New York: 1959.
- Foreign Policy and Democratic Politics: The American and British Experience. Little, Brown and Company. New York: 1967.
- Theory of International Politics. McGraw Hill. New York: 1979.
- The Use of Force: Military Power and International Politics. University Press of America. New York: 1983. (spoluautor Robert Art).
- Reflections on Theory of International Politics. A Response to My Critics. In: Keohane, Robert: Neorealism and Its Critics. 1986.
- The Spread of Nuclear Weapons: A Debate Renewed. W. W. Norton & Company. New York: 2003.